# 帕斯卡定理
帕斯卡定理指圆锥曲线的内接六边形其三条对边的交点共线。它与布列安桑定理对偶，是帕普斯定理的推广。（當這個圓錐曲線退化成兩條直線時，帕斯卡定理就會變成帕普斯定理）
该定理由法国数学家布莱士·帕斯卡于16岁时提出但並未證明，是射影几何中的一个重要定理。

## 证明

### 圆
如图，如果圆锥曲线是一圆，圆内接六边形ABCDEF的边AB、DE的延长线交于点G，边BC、EF的延长线交于点H，边CD、FA的延长线交于点K。
延长AB、CD、EF，分别交直线CD、EF、AB于M、N、L三点，构成△LMN。
利用梅涅劳斯定理：
直线BC截LM、MN、NL于B、C、H三点，则{\displaystyle {\frac {LB}{MB}}\cdot {\frac {MC}{NC}}\cdot {\frac {NH}{LH}}=1}…①
直线DE截LM、MN、NL于G、D、E三点，则{\displaystyle {\frac {LG}{MG}}\cdot {\frac {MD}{ND}}\cdot {\frac {NE}{LE}}=1}…② 
直线AF截LM、MN、NL于A、K、F三点，则{\displaystyle {\frac {LA}{MA}}\cdot {\frac {MK}{NK}}\cdot {\frac {NF}{LF}}=1}…③
连BE，则{\displaystyle {\frac {LE}{LB}}\cdot {\frac {LF}{LA}}=1}…④。同理{\displaystyle {\frac {MA}{MD}}\cdot {\frac {MB}{MC}}=1}…⑤，{\displaystyle {\frac {NC}{NF}}\cdot {\frac {ND}{NE}}=1}…⑥。
将①②③④⑤⑥相乘，得{\displaystyle {\frac {NH}{LH}}\cdot {\frac {LG}{MG}}\cdot {\frac {MK}{NK}}=1}。
∵点H、G、K在△LMN的边LN、LM、MN的延长线上，∴H、G、K三点共线。

### 其餘圓錐曲線
任何非退化圓錐曲線皆可經由投影變換投影成圓，故帕斯卡定理於其他圓錐曲線亦成立。